# Todd Herremans
Todd Herremans (* 13. října 1982 v Ravenně, stát Michigan) je bývalý hráč amerického fotbalu, který nastupoval na pozici Guarda v National Football League. Univerzitní fotbal hrál za Saginaw Valley State University, poté byl vybrán ve čtvrtém kole Draftu NFL 2005 týmem Philadelphia Eagles.

## Univerzitní kariéra
Herremans odehrál za Saginaw Valley State University 48 zápasů (40 jako startující hráč) na pozicích levého a pravého Offensive tackla.

## Profesionální kariéra

### Draft NFL 2005
Přestože nebyl pozván na "NFL Scouting Combine", předvedl své schopnosti pro více než 24 skautů týmů před Draftem NFL 2005. Server NFLDraftScout.com odhadoval, že by mohl být vybrán v pátém nebo šestém kole. Nakonec byl vybrán ve čtvrtém kole Draftu NFL 2005 týmem Philadelphia Eagles jako 126. hráč celkově. Aby ho získali, rozhodli se Eagles vyměnit právo volby ve čtvrtém kole za právo volby v pátém, šestém a sedmém kole s Green Bay Packers. 13. června 2005 pak Herremans podepsal s Eagles čtyřletou smlouvu.
| Parametry před draftem |           |            |                |        |       |          |          |       |              |
| Výška                  | Váha      | Délka paží | Velikost rukou | 40 yd  | 20 ss | 3 kužely | Vert     | Broad | Benchpress   |
| 6 stop 5¾ palce        | 321 liber |            |                | 5,20 s |       |          | 30 palců |       | 20 opakování |

### Philadelphia Eagles
Herremans začal tréninkový kemp Eagles na pozici levého Offensive tackla, protože startujícímu hráči na této pozici, Trae Thomasovi, vznikla v noze krevní sraženina a byl nucen vynechat téměř celý kemp. Herremans tak na jeho pozici nastoupil do prvních tří přípravných utkání proti Pittsburgh Steelers, Baltimore Ravens a Cincinnati Bengals. Během prvních deset zápasů základní části byl Herremans neaktivní, teprve poté po dalším zranění Thomase se 25. listopadu stal startujícím hráčem. Debut si odbyl ve 12. týdnu proti Green Bay Packers, ale již v utkání patnáctého týdne proti St. Louis Rams si zlomil kotník a sezóna pro něj skončila.

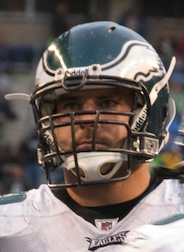
Herremans v listoapdu 2008.

V sezóně 2006 po odchodu Artise Hickse získal Herremans pozici startujícího levého Guarda, na které následně odehrál všech 16 utkání základní části a dvou zápasů play-off. 30. prosince 2006 pak s Eagles podepsal pětiletý kontrakt za 16,5 milionu dolarů plus 5 milionů bonus za podpis smlouvy, tato smlouva následně platila až do konce sezóny 2013. V posledním utkání základní části se pak posunul na pozici levého Offensive tackla na místo Thomase, protože Eagles již měli zajištěný postup a trenér Andy Reid chtěl šetřit opory. Herremans tak byl součástí Offensive line, která za celou sezónu umožnila soupeřům pouze 28 sacků, nejméně v historii Eagles od roku 1981. V sezóně 2007 odehrál jako levý Guard 15 ze 16 zápasů a pouze v utkání čtrnáctého týdne proti New York Giants byl z disciplinárních důvodů upřednostněn Nick Cole. Během volného týdne se rovněž podrobil artroskopické operaci kolene, která ho zbavila problému s chrupavkou, jenž ho trápil delší čas.
Proti Seattle Seahawks 2. listopadu 2008, přestože si ve druhé čtvrtině vykloubil palec, zaznamenal první touchdown kariéry a stal se tak prvním hráčem Offensive line Eagles od roku 1934, kterému se něco takového podařilo. Prvních pět zápasů sezóny 2009 zmeškal kvůli únavové zlomenině levé nohy. Druhý touchdown kariéry zaznamenal 12. prosince 2010 v utkání proti Dallas Cowboys; opustil formaci za stavu 3 a gól, a jako volný zachytil dvouyardovou přihrávku od Quarterbacka Michaela Vicka.
Herremans byl před začátkem sezóny 2011 přesunut na pozici pravého Offensive tackla vzhledem ke zraněním, která utrpěli Winston Justice a nově podepsaný Ryan Harris. Zde odehrál všech šestnáct utkání základní části. 13. března 2012 pak podepsal tříleté prodloužení stávající smlouvy. V 9. týdnu sezóny 2012 si vykloubil kotník a poškodil vazy v pravé noze, což ukončilo jeho sezónu. Po deseti sezónách byl 26. února 2015 Herremans z Eagles propuštěn.

### Indianapolis Colts
8. března 2015 Herremans podepsal smlouvu s Indianapolis Colts a stal se jejich startujícím pravým Guardem.